# Coupe de la paix 2005
Navigation
Édition précédente Édition suivante
La Coupe de la paix 2005 est la deuxième édition de la Peace Cup, organisée du 15 juillet au 24 juillet 2005 en Corée du Sud.
Huit équipes participent à cette compétition qui sont réparties en 2 groupes de 4, les vainqueurs de chaque groupe se qualifiant pour la finale, qui a lieu le 24 juillet à Séoul.
Le vainqueur de cette coupe est le club anglais de Tottenham.

## Équipes
| Groupe A - Seongnam Ilhwa Chunma - Olympique lyonnais - Once Caldas - PSV Eindhoven | Groupe B - Boca Juniors - Real Sociedad - Mamelodi Sundowns - Tottenham Hotspur |

Stades
- Seoul World Cup Stadium
- Suwon World Cup Stadium
- Daejeon World Cup Stadium
- Busan Asiad Stadium
- Ulsan Munsu Stadium
- Gwangju World Cup Stadium

## Résultats

### Groupe A
| Club                  | Pts | J | V | N | D | BP | BC | +/- |
| --------------------- | --- | - | - | - | - | -- | -- | --- |
| Olympique lyonnais    | 5   | 3 | 1 | 2 | 0 | 4  | 3  | 1   |
| PSV Eindhoven         | 5   | 3 | 1 | 2 | 0 | 3  | 2  | 1   |
| Once Caldas           | 5   | 3 | 1 | 2 | 0 | 2  | 1  | 1   |
| Seongnam Ilhwa Chunma | 0   | 3 | 0 | 0 | 3 | 2  | 5  | -3  |

#### Résultats Groupe A
| 15 juillet 2005 | PSV Eindhoven       | 2–1 | Seongnam Ilhwa Chunma | Seoul World Cup Stadium |  |
|                 | Cocu 4e · Souza 23e |     | Do-Hoon 11e           |                         |  |

| 15 juillet 2005 | Once Caldas | 1–1 | Olympique lyonnais | Busan Asiad Stadium |  |
|                 | Soto 14e    |     | Diarra 31e         |                     |  |

| 17 juillet 2005 | PSV Eindhoven | 0–0 | Once Caldas | Gwangju World Cup Stadium |  |
|                 |               |     |             |                           |  |

| 17 juillet 2005 | Olympique lyonnais | 2–1 | Seongnam Ilhwa Chunma | Ulsan Munsu Stadium |  |
|                 | Carew 40e, 53e     |     | Neto 57e              |                     |  |

| 20 juillet 2005 | Seongnam Ilhwa Chunma | 0–1 | Once Caldas | Daejun World Cup Stadium |
|                 |                       |     | Ruiz 79e    |                          |

| 20 juillet 2005 | Olympique lyonnais | 1–1 | PSV Eindhoven | Suwon World Cup Stadium |  |
|                 | Malouda 48e        |     | Robert 37e    |                         |  |

### Groupe B
| Club              | Pts | J | V | N | D | BP | BC | +/- |
| ----------------- | --- | - | - | - | - | -- | -- | --- |
| Tottenham Hotspur | 5   | 3 | 1 | 2 | 0 | 6  | 4  | 2   |
| Boca Juniors      | 5   | 3 | 1 | 2 | 0 | 5  | 3  | 2   |
| Mamelodi Sundowns | 3   | 3 | 1 | 0 | 2 | 3  | 6  | -3  |
| Real Sociedad     | 2   | 3 | 0 | 2 | 1 | 1  | 2  | -1  |

#### Résultats Groupe B
| 16 juillet 2005 | Tottenham Hotspur    | 2–2 | Boca Juniors           | Suwon World Cup Stadium |  |
|                 | Defoe 27e · Mido 31e |     | Delgado 3e · Bilos 71e |                         |  |

| 16 juillet 2005 | Mamelodi Sundowns | 1–0 | Real Sociedad | Daejun World Cup Stadium |
|                 | Sapula 59e        |     |               |                          |

| 18 juillet 2005 | Tottenham Hotspur            | 3–1 | Mamelodi Sundowns | Suwon World Cup Stadium |  |
|                 | Keane 35e, 56e · Kanouté 50e |     | Chabangu 77e      |                         |  |

| 18 juillet 2005 | Boca Juniors | 0–0 | Real Sociedad | Busan Asaid Main Stadium |  |
|                 |              |     |               |                          |  |

| 21 juillet 2005 | Boca Juniors                         | 3–1 | Mamelodi Sundowns | Gwangju World Cup Stadium |  |
|                 | Cagna 9e · Palermo 15e · Cardozo 75e |     | Sapula 49e        |                           |  |

| 21 juillet 2005 | Real Sociedad | 1–1 | Tottenham Hotspur | Ulsan Munsu Stadium |  |
|                 | de Paula 46e  |     | Mido 41e          |                     |  |

### Finale
| 24 juillet 2005 | Olympique lyonnais  | 1–3 | Tottenham Hotspur                | Seoul World Cup Stadium |  |
|                 | Ben Arfa 74e (pen.) |     | Berthod 7e (csc) · Keane 9e, 45e |                         |  |

## Meilleurs Buteurs
- 4 Buts
  - Robbie Keane (Tottenham Hotspur)
- 2 Buts
  - Mido (Tottenham Hotspur)
  - John Carew (Olympique lyonnais)
  - Sapula (Mamelodi Sundowns)
- 1 But
  - 19 joueurs ont marqué un but.